# Zielona (Ciechanów)
Pour les articles homonymes, voir Zielona.
Zielona (prononciation : [ʑeˈlɔna]) est un village polonais de la gmina d'Ojrzeń dans le powiat de Ciechanów de la voïvodie de Mazovie dans le centre-est de la Pologne.
Il se situe à environ 6 kilomètres au sud d'Ojrzeń (siège de la gmina), 18 km au sud de Ciechanów (siège du powiat) et à 63 km au nord-ouest de Varsovie (capitale de la Pologne).

## Histoire
De 1975 à 1998, le village appartenait administrativement à la voïvodie de Ciechanów.